# Vitold Kreyer
Vitold Kreyer (en russe Витольд Анатольевич Креер, né le 12 octobre 1932 à Krasnodar et mort le 1er août 2020) est un athlète soviétique. Il s'entraîne durant sa carrière au Dynamo Moscou.

## Palmarès

### Jeux olympiques
- Jeux olympiques d'été de 1956 à Melbourne  Australie:
  -  Médaille de bronze en triple saut.
- Jeux olympiques d'été de 1960 à Rome  Italie:
  -  Médaille de bronze en triple saut.